# Clubiona bakurovi
Clubiona bakurovi är en spindelart som beskrevs av Mikhailov 1990. Clubiona bakurovi ingår i släktet Clubiona och familjen säckspindlar. Inga underarter finns listade i Catalogue of Life.